# Avant-scène
Pour les articles homonymes, voir L'Avant-scène.
Au théâtre, l'avant-scène ou proscenium est la partie de la scène qui précède l'aplomb du cadre de scène.
Originellement, dans un théâtre grec antique, c'est sur le proskénion que jouaient les acteurs.
Lorsque le rideau de scène est fermé, l'avant-scène peut former un étroit espace de jeu « en éperon ». Comme aucune barrière ne se dresse entre les acteurs et les spectateurs, le spectacle semble alors se dérouler au milieu du public. Mais dans certains théâtres comportant une fosse d'orchestre, celle-ci peut être recouverte et ainsi augmenter la surface de l'avant-scène qui devient alors un proscénium.

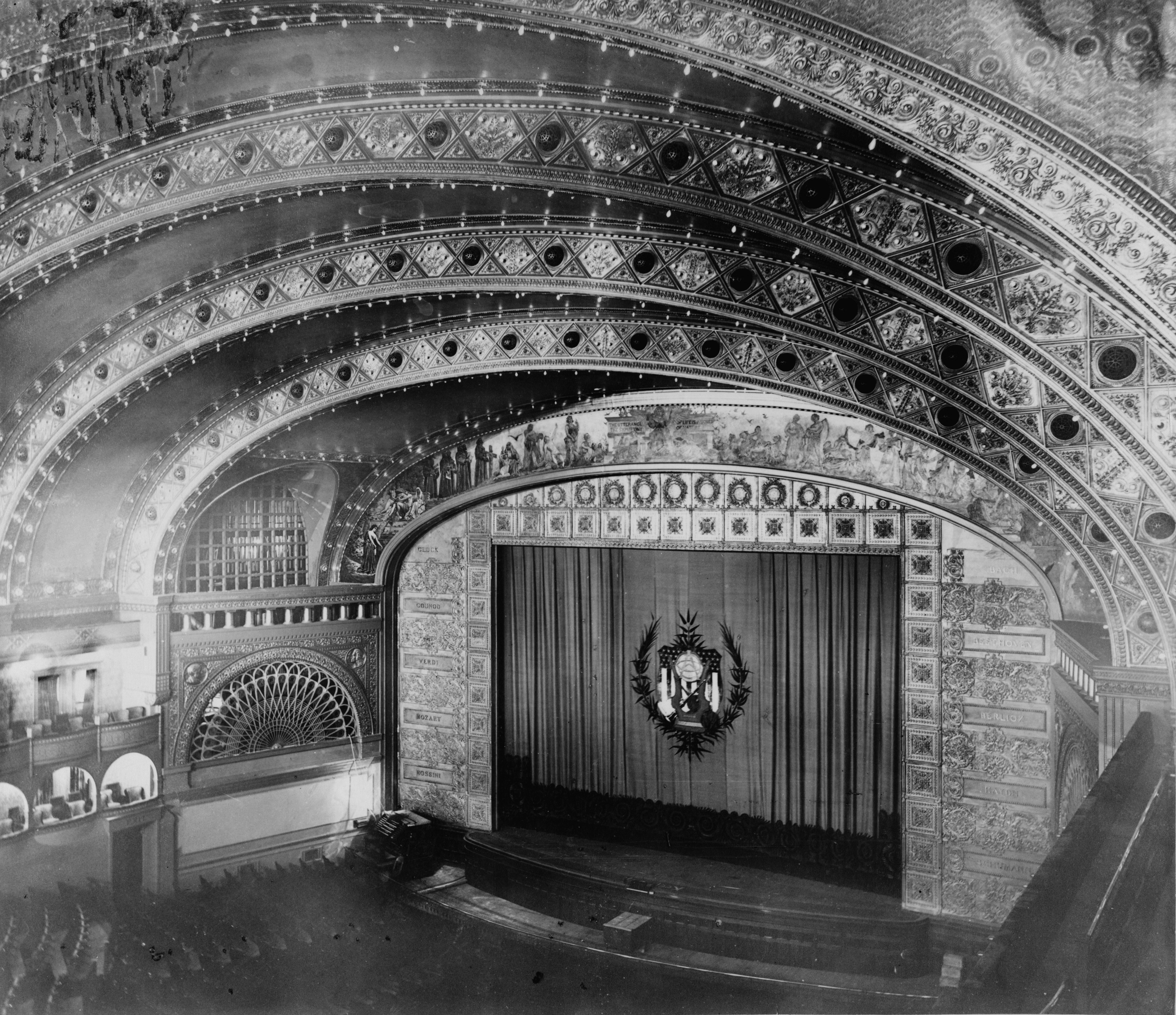
Arc de scène du théâtre de l'auditorium, à Chicago. L'arc de proscenium est le cadre décoré de tuiles carrées formant le rectangle vertical séparant la scène (située derrière le rideau abaissé) de l'auditorium (zone avec des sièges)